# Kim U-chang
Dans ce nom coréen, le nom de famille, Kim, précède le nom personnel.
Pour les articles homonymes, voir Kim.
Kim U-chang (en hangeul : 김우창) est un écrivain, critique littéraire et professeur sud-coréen né en 1937.

## Biographie
Kim U-chang est né le 17 décembre 1937 à Hampyeong dans la province de Jeollanam-do en Corée du Sud. Il commence sa scolarité à Gwangju avant d'intégrer l'université nationale de Séoul pour y étudier l'anglais et la littérature anglophone. Il fait un master à l'université Cornell à New York dans la même discipline avant de faire son doctorat à l'université Harvard dans le domaine de la civilisation aux États-Unis. Il est professeur émérite à l'université des femmes Ewha et à l'université de Corée à Séoul. Ses débuts littéraires datent de 1965 avec la publication de L'exemple d'Eliot (Eli-eoteu-ui ye).